# Jan Bagiński

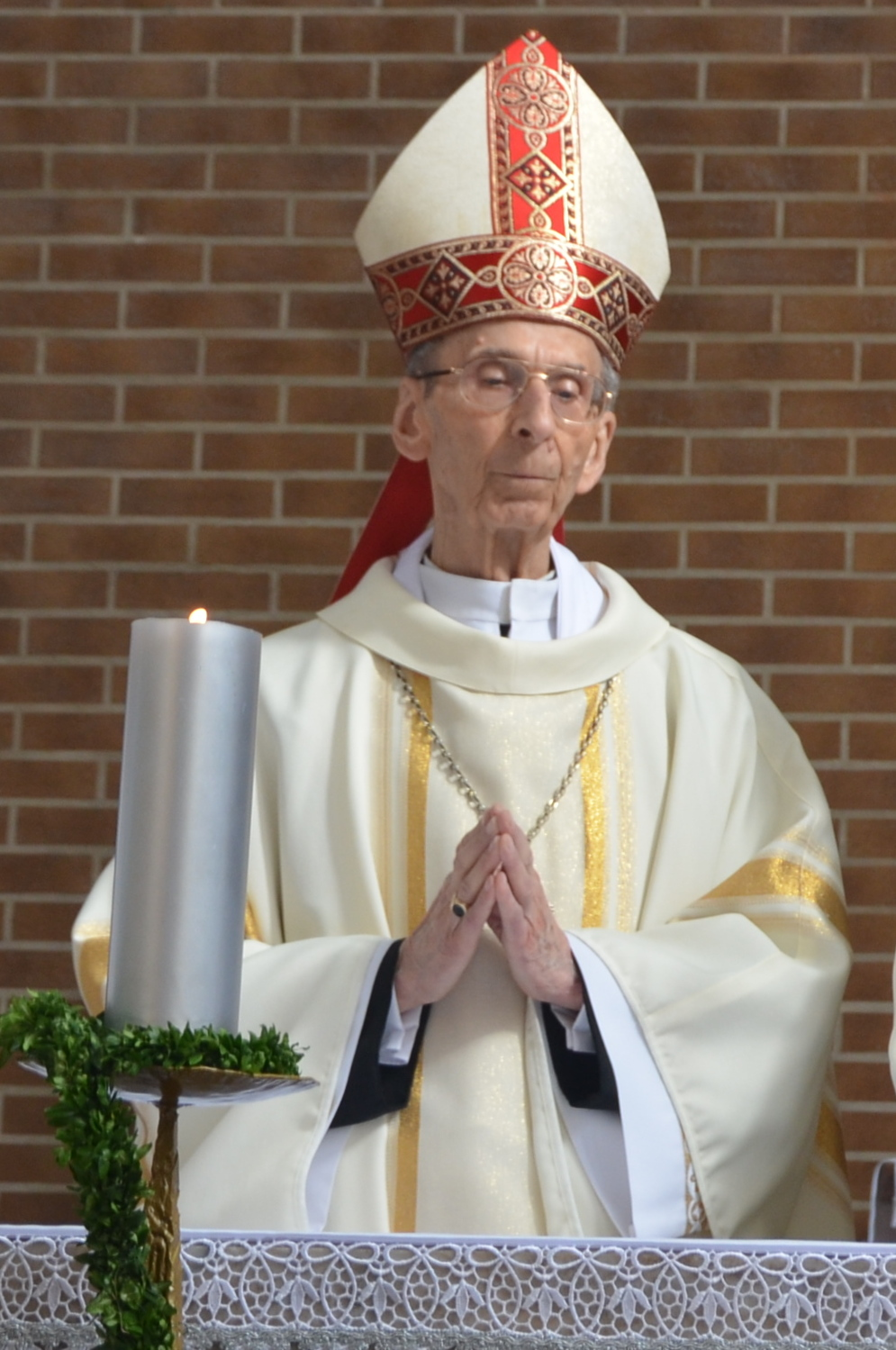
Jan Bagiński, 2015

Jan Bagiński (* 18. Juni 1932 in Kamionka, Polen, heute in der Oblast Wolyn, Ukraine; † 19. Mai 2019 in Oppeln) war ein polnischer Geistlicher und römisch-katholischer Weihbischof in Oppeln.

## Leben
Der Bischof von Częstochowa, Zdzisław Goliński, weihte ihn am 17. Juni 1956 zum Priester.
Papst Johannes Paul II. ernannte ihn am 8. Juli 1985 zum Titularbischof von Tagarata und Weihbischof in Oppeln. Die Bischofsweihe spendete ihm der polnische Primas, Józef Kardinal Glemp, am 15. August desselben Jahres; Mitkonsekratoren waren Henryk Roman Kardinal Gulbinowicz, Erzbischof von Breslau, und Alfons Nossol, Bischof von Oppeln.
Am 14. August 2009 nahm Papst Benedikt XVI. seinen altersbedingten Rücktritt an.